# NGC 4702
NGC 4702 (NGC 4692) je eliptična galaktika u zviježđu Berenikinoj kosi. Naknadno je utvrđeno da je NGC 4692 ista galaktika.

## Vanjske poveznice
- (engl.) SEDS: NGC 4702
- (engl.) Revidirani Novi opći katalog
- (engl.) Izvangalaktička baza podataka NASA-e i IPAC-a
- (engl.) Astronomska baza podataka SIMBAD
- (engl.) VizieR